# Nyctophilus nebulosus
Nyctophilus nebulosus és una espècie de ratpenat de la família dels vespertiliònids. Viu a Nova Caledònia. El seu hàbitat natural són la selva tropical d'altura, tots trobats en la foscor. Una possible amenaça significativa per a la supervivència d'aquesta espècie seria l'expansió urbana i els incendis forestals procedents dels assentaments humans.